# اداره ستاد کل ارتش خلق کره
اداره ستاد کل ارتش خلق کره (به هانگول: 조선인민군 총참모부) رهبری ارشد نظامی نیروهای مسلح کره شمالی می‌باشد که مسئول ضروریات اداری، عملیاتی و لجستیکی است.
ستاد کل ارتش خلق کره زیر نظر رئیس ستاد کل ارتش به فعالیت می‌پردازد و وابسته به ستاد مشترک ارتش کره است. رئیس کنونی ستاد پارک سو-ایل است. 
ستاد کل ارتش مسئولیت تمام عملیات‌های نظامی با اختیارات فرماندهی نظامی را بر عهده دارد. همچنین سازمانی است که مستقیماً اقتدار نظامی را در زمان صلح اعمال می‌کند و به‌صورت دوفاکتو فرمانده کلی برای عملیات نظامی در زمان جنگ است و به همین خاطر می‌توان آن را قدرتمندتر از وزارت نیروهای مسلح خلق کره دانست.
این سازمان از طریق ایجاد کمیسیون دفاع ملی به‌عنوان عالی‌ترین سازمان نظامی و سیاست نظامی در دوران رهبر عالی کره کیم جونگ ایل بسیار رشد کرد.
رئیس ستاد کل ارتش در زمانی که وزارت نیروهای مسلح خلق بلامتصدی است، مستقیماً به کمیسیون دفاع ملی گزارش می‌دهد.
از زمان به قدرت رسیدن کیم جونگ اون، اقتدار ستاد کل و همچنین وزارت نیروهای مسلح خلق به تدریج تضعیف شده‌‎است.

## وظایف
اداره ستاد کل ارتش کره علاوه بر وزارت نیروهای مسلح خلق کره، نهاد اصلی اداری ارتش خلق کره است که به آن اختیار انجام امور زیر را می‌دهد:
- برنامه‌ریزی سیاست دفاع ملی برای ارتش خلق کره
- ارزیابی تهدیدات حاکمیت و امنیت کشور
- ساماندهی نظام آموزشی و تشکیلاتی ارتش خلق کره